# Älvnäs
Älvnäs is een plaats in de gemeente Ekerö in het landschap Uppland en de provincie Stockholms län in Zweden. De plaats heeft 517 inwoners (2005) en een oppervlakte van 54 hectare.